# Jura (Schottland)
Jura [ˈdʒʊərə] (schottisch-gälisch Diùra, englisch Isle of Jura) ist eine Insel der Inneren Hebriden in Schottland. Jura liegt nordöstlich der größeren Insel Islay und gehört zur Council Area Argyll and Bute. Ihr Hauptort ist Craighouse.

## Name
Der Name stammt aus dem Altnordischen und bedeutet „Hirschinsel“. Auf der Insel gibt es über 5500 Rothirsche.

## Geographie
Jura ist mit einer Fläche von rund 367 km² etwas mehr als halb so groß wie Islay, ist aber mit nur etwa 196 Einwohnern (Stand: 2011) erheblich dünner besiedelt. Die Insel wird durch die tiefe Meeresbucht Loch Tarbert geographisch in zwei Hälften gegliedert. Sie ist als National Scenic Area unter Schutz gestellt.
Zu den weiteren Ortschaften neben dem Hauptort Craighouse zählen Ardfernal, Ardlussa, Ardmenish, Inverlussa, Keils, Kinuachdrachd, Knockrome, Lagg, Leargybreck und Tarbert.

### Die Paps
Die Paps of Jura sind eine aus drei Quarzitgipfeln bestehende Bergformation. Sie liegen in der südlichen Hälfte der Insel und bestimmen durch ihre Kegelform die Silhouette Juras. Der höchste Berg ist der 785 Meter hohe Beinn Oir (deutsch „Goldberg“). Der Beinn Shiantaidh (Heiliger Berg) ist 755 Meter hoch und liegt östlich des Beinn Oir, während der 734 Meter hohe Beinn a’ Chaolais („Berg am Sund“) südwestlich liegt. Cora Bheinn („Steiler Berg“) mit 569 Metern Höhe liegt nordöstlich von Beinn Shiantaidh, ist jedoch ebenso wie andere kleine Kuppen nicht Teil der Dreiergruppe. An klaren Tagen sind die „Paps“ mehr als 100 Kilometer weit zu sehen.

### Corryvreckan-Strudel
Nördlich der Insel, in der Straße von Corryvreckan zur Insel Scarba hin, befindet sich der Corryvreckan-Strudel, einer der größten natürlichen Strudel der Erde. Er gilt als schwer navigierbar und wurde zahlreichen Menschen und Tieren zum Verhängnis.

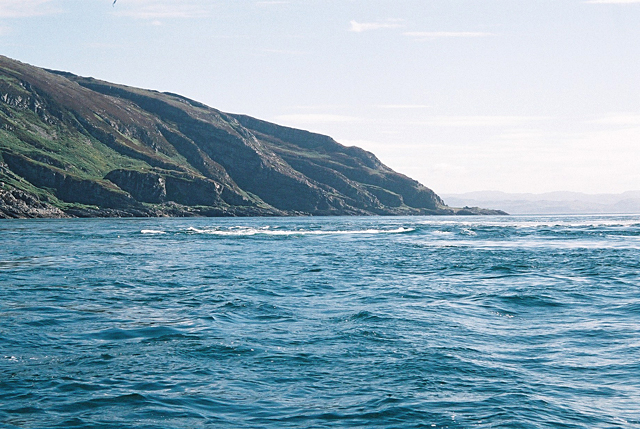
Strudel von Corryvreckan
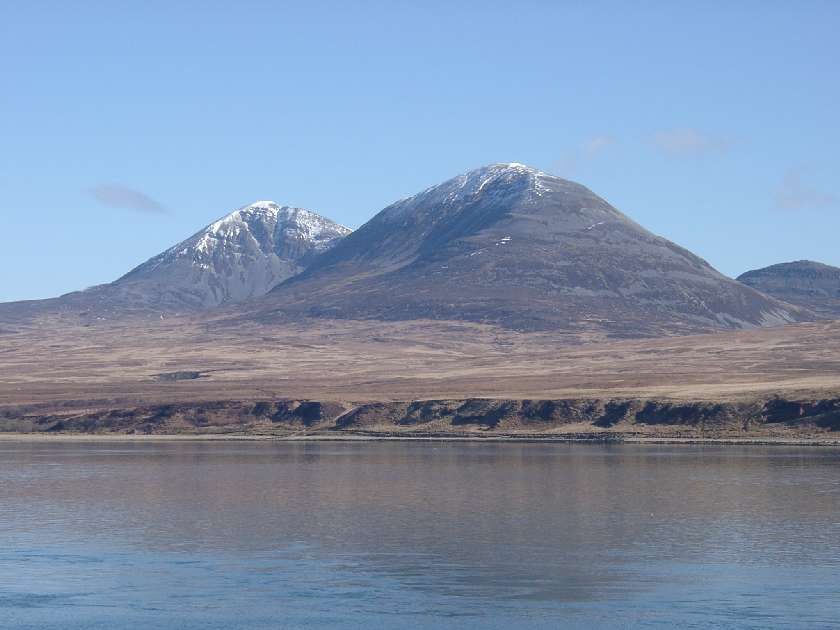
Die Paps of Jura

## Verkehr
Jura ist nur über Islay mit einer kleinen Fähre, die den Anleger Feolin am Islay-Sund an der Westküste ansteuert, zu erreichen. Der Hauptort der Insel ist Craighouse. Dort befinden sich unter anderem die Whiskydestillerie Isle of Jura und das einzige Hotel der Insel.

## Geschichte, historische Monumente

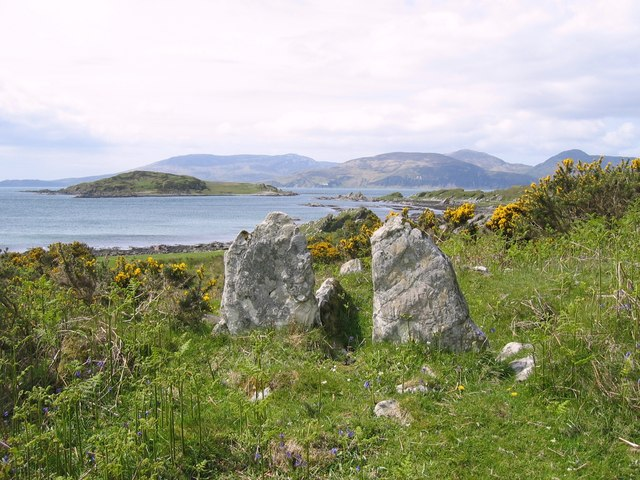
Chambered Cairn von Poll a' Cheò

Die ältesten Siedlungsspuren auf der Insel und in ganz Schottland stammen aus dem Mesolithikum, der Phase nach der letzten Eiszeit und vor Beginn der Landwirtschaft. Die Spuren menschlicher Tätigkeit bei Glenbattrick konnten auf etwa 8030 v. Chr. datiert werden.
- Auf der Insel finden sich acht Menhire, (z. B. in Cill Chaluim-chille (Jura) und Sannaig) von denen der schlanke Stein Camas an Staca[4] mit 3,5 m der höchste ist.
- Kilearnadil, in einem Tal nahe Keils gelegen, ist der Friedhof mit den ältesten Grabsteinen der Insel.
- Es gibt eine Anzahl vermutlich eisenzeitlicher Forts, unter ihnen An Dunan[5] an der Lowlandsman’s Bay auf der Ostseite der Insel. Hier befand sich möglicherweise ein Trockendock der Wikinger.
- Das Clyde Tomb Cladh Chlainn Iain[6] befindet sich an der Südküste Juras.

## Sonstiges
- Von Frühling 1947 bis zu seinem Tod 1950 lebte George Orwell mit seinem Adoptivsohn Richard im Bauernhaus Barnhill auf Jura, das seinem Verleger David Astor vom Observer gehörte, um an seinem Roman 1984 zu arbeiten, den er von 1947 bis 1948 schrieb und der sein letztes Werk war. Zuvor war seine Frau Eileen Orwell während einer Routineoperation verstorben und sein Haus durch eine V1 (Vergeltungswaffe 1) zerstört worden.[7] Er beschrieb die Insel als „einen extrem unzugänglichen Platz“.[8]
- Die Insel diente der britischen Musikgruppe The KLF zweimal als Kulisse. 1991 drehte sie dort den Kurzfilm The Rites Of Mu sowie 1994 den kontroversen Film Watch The K Foundation Burn A Million Quid, in welchem sie eine Million Britische Pfund vor laufender Kamera verbrannte.[9]
- Die Attraktionen der Insel sind Teil einer Mörderjagd in Gordon Tyries Kriminalroman Todesströmung. Drei Glasgower Auftragskiller suchen auf Jura Zuflucht, kommen dabei aber den Plänen eines Milliardärs, die Insel für einen exklusiven Golfclub zu nutzen, in die Quere.[10]

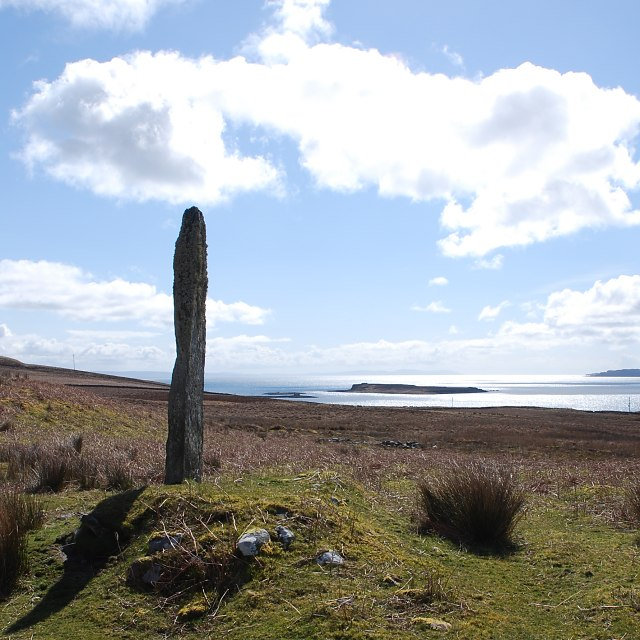
Camas an Staca
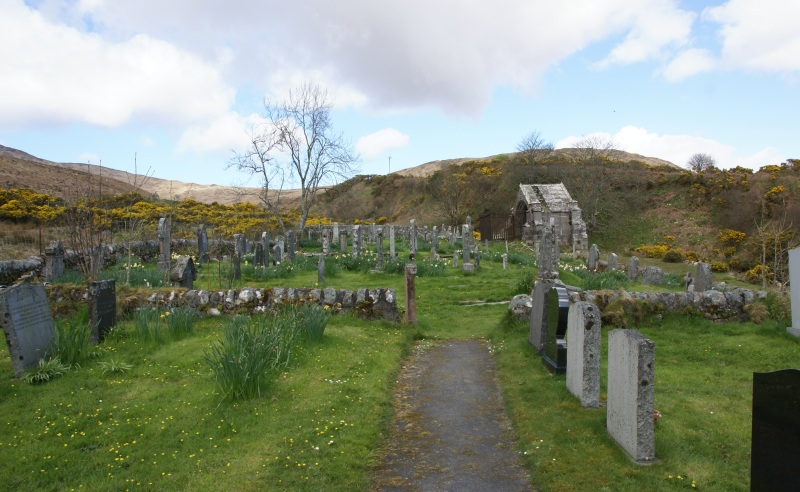
Kilearnadil Friedhof
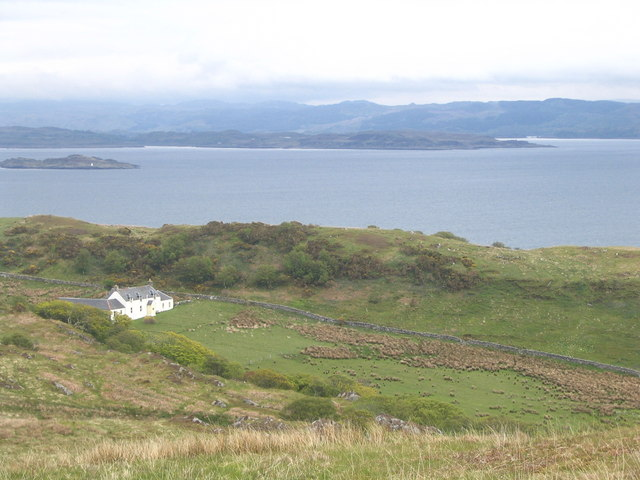
Orwells Haus „Barnhill“ auf Jura